# Уитон (Иллинойс)
Уитон (англ. Wheaton) — город и административный центр округа Ду-Пейдж в штате Иллинойс в Соединённых Штатах Америки; пригород Чикаго.
Согласно данным переписи населения США 2020 года число жителей города 
составляло 53 970 человек.

## История
Первое постоянное поселение на месте нынешнего Уитона возникло в 1840-х годах, после принятия Закона о переселении индейцев, когда Эрастус Гэри предъявил права на 790 акров (320 га) земли в этом районе. Братья Уитоны прибыли сюда из Коннектикута, и в 1837 году Уоррен Л. Уитон предъявил права на 640 акров (260 га) земли в центре города. Джесси Уитон позже предъявил права на 300 акров (120 га) земли к западу от Уоррена. В 1848 году они предоставили Galena and Chicago Union Railroad три мили (4,8 км) для строительства железной дороги и беспрепятственное право проезда, после чего железнодорожные чиновники назвали депо на этой земле в их честь — Wheaton.
В 1850 году было размечено десять участков земли, и любой, кто был готов строить здесь немедленно, получал землю под строительство бесплатно. В 1853 году участки были обследованы, и формальный план для сообщества был подан в округ. Затем сообщество было включено в реестр качестве деревни 24 февраля 1859 года, а Уоррен стал её первым главой. 24 апреля 1890 года Уитон получил статус города.
В 1857 году законодательный орган штата Иллинойс разрешил провести выборы, чтобы решить вопрос о том, оставить ли административный центр округа Ду-Пейдж в Нейпервилле или переместить в более центрально расположенный Уитон, где, кроме того, имелось железнодорожное сообщение. Нейпервилл выиграл выборы с результатом 1542 голоса против 762. Но соперничество между двумя городами продолжилось в течение следующего десятилетия, и в 1867 году состоялись ещё одни выборы, на которых Уитон с небольшим перевесом победил с результатом 1686 голосов против 1635. Город Уитон, потратив 20 000 долларов, быстро построил здание окружного суда, в котором разместились зал суда, офисы округа и окружная тюрьма. Здание было открыто 4 июля 1868 года. Нейпервилл некоторое время всячески саботировал переезд органов власти, но после Великого чикагского пожара 1871 года это противостояние отошло на второй план, а затем и вовсе сошло на нет.
В 1967 году город был награждён премией «All-America City Award» (с англ. — «Всеамериканский город») присуждаемой Национальной гражданской лигой, которую неофициально называют «Нобелевской премией за конструктивное гражданство» и которая выдается за активную гражданскую позицию жителей некорпоративных сообществ Соединённых Штатов в жизни местного самоуправления.

## География
Уитон расположен примерно в 25 милях (40 км) к западу от города Чикаго.
Согласно данным Бюро переписи населения США, Уитон имеет общую площадь 11,49 квадратных миль (29,76 км2), из которых 11,32 квадратных миль (29,32 км2 или 98,55%) — это суша и 0,17 квадратных миль (0,44 км2 или 1,45%) — водная поверхность.